# Elias IV de Antioquia
Elias IV de Antioquia, nascido Ilyas Mouawad (em árabe: إلياس معوض, Líbano, 1914 – Damasco, 21 de julho de 1979) foi um religioso sírio, e o patriarca grego ortodoxo de Antioquia desde 1970 até sua morte em 1979.

## Biografia
Ilyas Mouawad nasceu em 1912, em uma família cristã ortodoxa do Líbano. Foi ordenado diácono em 1932, graduando-se na Escola Teológia de Halki em 1939. Em 1959, foi consagrado Metropolita de Berroia e Alexandreta, sendo eleito Patriarca de Antioquia em 25 de setembro de 1970, sucedendo Teodósio VI apenas seis dias após sua morte.
O pontificado do Patriarca Elias IV foi marcado por intensa participação na política do Oriente Médio, além de maior preocupação com sua diáspora, comportamentos que marcariam a Sé de Antioquia dali em diante. Foi enfático ao se referir a seus fiéis como "cristãos árabes". Em fevereiro de 1974, participou da Segunda Cúpula da Organização para a Cooperação Islâmica, em Lahore, o primeiro bispo ortodoxo a fazê-lo, sendo chamado pelo Rei Faisal da Arábia Saudita de "Patriarca dos Árabes". Em dezembro do mesmo ano, ordenou ao diaconato Damaskinos Mansour, hoje Metropolita de São Paulo e Todo o Brasil. Em 1977, encontrou-se com o Presidente Jimmy Carter, sendo o primeiro Patriarca de Antioquia a visitar os Estados Unidos, e reiterou a necessidade de independência para os palestinos. Faleceu em Damasco em 21 de junho de 1979, após sofrer um ataque cardíaco.